# District de Muzaffargarh
Le district de Muzaffargarh (en ourdou : ضِلع مُظفّرگڑھ) est une subdivision administrative de la province du Pendjab au Pakistan. Constitué autour de sa capitale Muzaffargarh, le district est entouré par le district de Layyah au nord, les districts de Khanewal, de Multan et de Bahawalpur à l'est, le district de Rahim Yar Khan au sud, et enfin les districts de Rajanpur et de Dera Ghazi Khan à l'ouest.
Le district est situé dans le sud rural et peu développé de la province du Pendjab. Il est entouré par la rivière Chenab et le fleuve Indus. Sa population de plus de quatre millions d'habitants en 2017 vit principalement de l'agriculture mais le district est également stratégique en ce qui concerne la production énergétique.

## Histoire
La région de Muzaffargarh a été sous la domination de diverses puissances au cours de l'histoire. Elle a notamment été conquise par l'Empire sikh en 1818, puis en 1848, elle est conquise par le Raj britannique. La ville de Muzaffargarh a été fondée en 1794 par Nawab Muzaffar Khan, gouverneur de Multan. En 1864, la ville devient capitale du district nouvellement créé qui prend alors son nom.
Lors de l'indépendance vis-à-vis de l'Inde en 1947, la population majoritairement musulmane soutient la création du Pakistan. De nombreuses minorités hindoues et sikhes quittent alors la région pour rejoindre l'Inde, tandis que des migrants musulmans venus d'Inde s'y installent.

## Géographie et climat

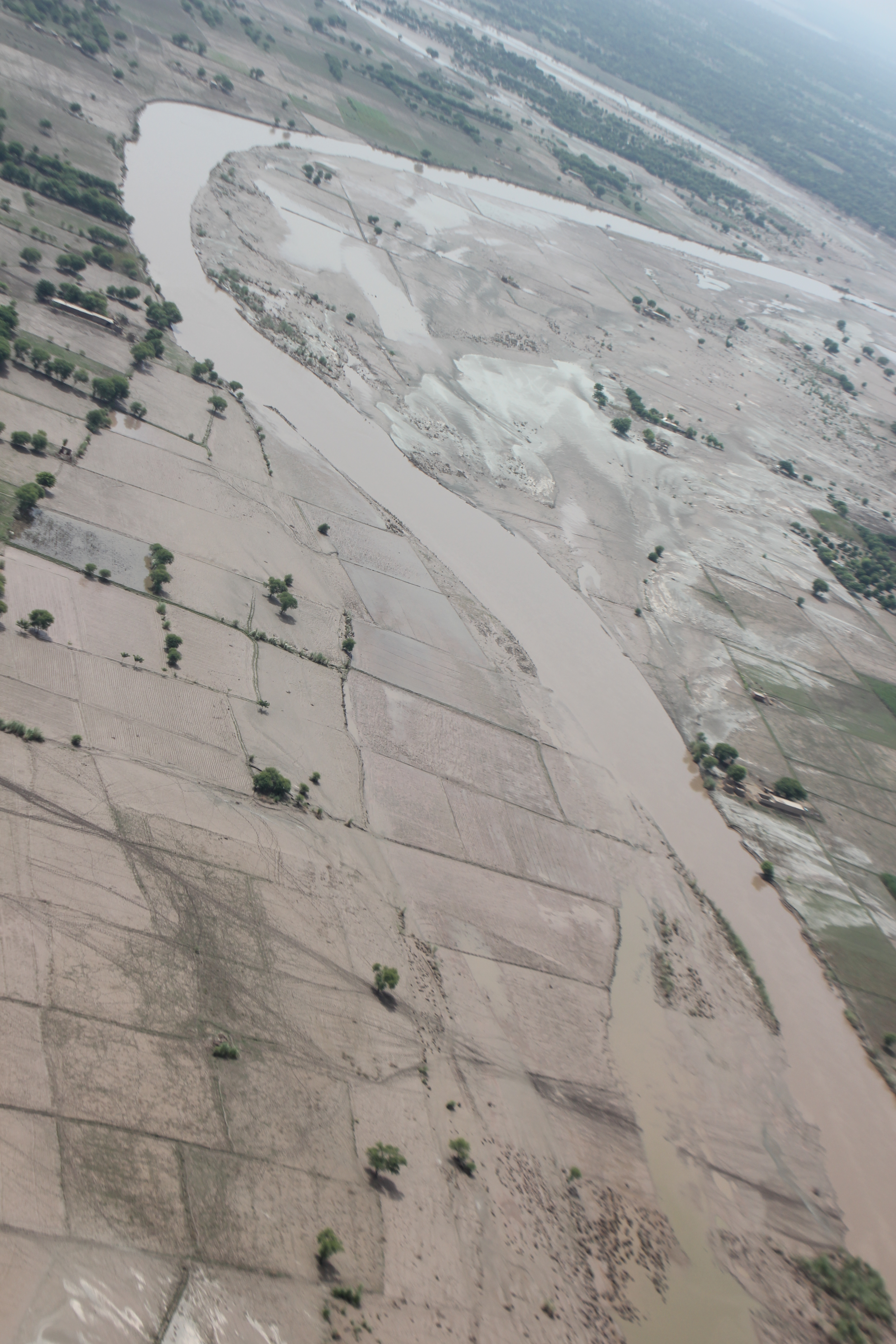
Inondations de 2010 près de Kot Adu.

Le district de Muzaffargarh est situé entre la rivière Chenab à l'est et le fleuve Indus à l'ouest. L'Indus est rejoint par son affluent la Chenab au sud du district. Cette géographie aggrave les risques d’inondations. Ainsi, lors des inondations de 2010 au Pakistan, qui ont été très destructrices et meurtrières, le district a été plus particulièrement touché.
Le climat du district est semi-aride, avec un hiver doux et un été particulièrement chaud. Le temps est surtout sec, à l'exception de la saison des pluies entre juillet et août.

## Démographie
Lors du recensement de 1998, la population du district a été évaluée à 2 635 903 personnes, dont environ 13 % d'urbains, contre 33 % au niveau national. Le taux d'alphabétisation était de 29 % environ, nettement inférieur à la moyenne nationale de 44 %. Il se situait à 41 % pour les hommes et 15 % pour les femmes, soit un différentiel de 26 points de pourcentages, supérieur à la moyenne nationale qui se situe à 23 points.
Le recensement suivant mené en 2017 pointe une population de 4 322 009 habitants, soit une croissance annuelle de 2,63 %, largement supérieure aux moyennes provinciale et nationale de 2,13 % et 2,4 % respectivement. Le taux d'urbanisation monte à 16 %.
La langue la plus parlée est le pendjabi, mais le district se trouve à la limite géographique entre plusieurs dialectes différents. Au nord, on parle surtout le thalochi et au sud le multani. Ces divers dialectes originaires du sud du Pendjab sont souvent regroupés sous le nom saraiki, parfois considéré comme une langue à part entière par ses locuteurs. Le mahji, qui est considéré comme le « dialecte standard » du pendjabi, est surtout parlé dans les grandes villes du district. Le district compte quelques minorités religieuses : 2,5 % de chrétiens et 0,9 % d'hindous en 1998.

## Économie et transports

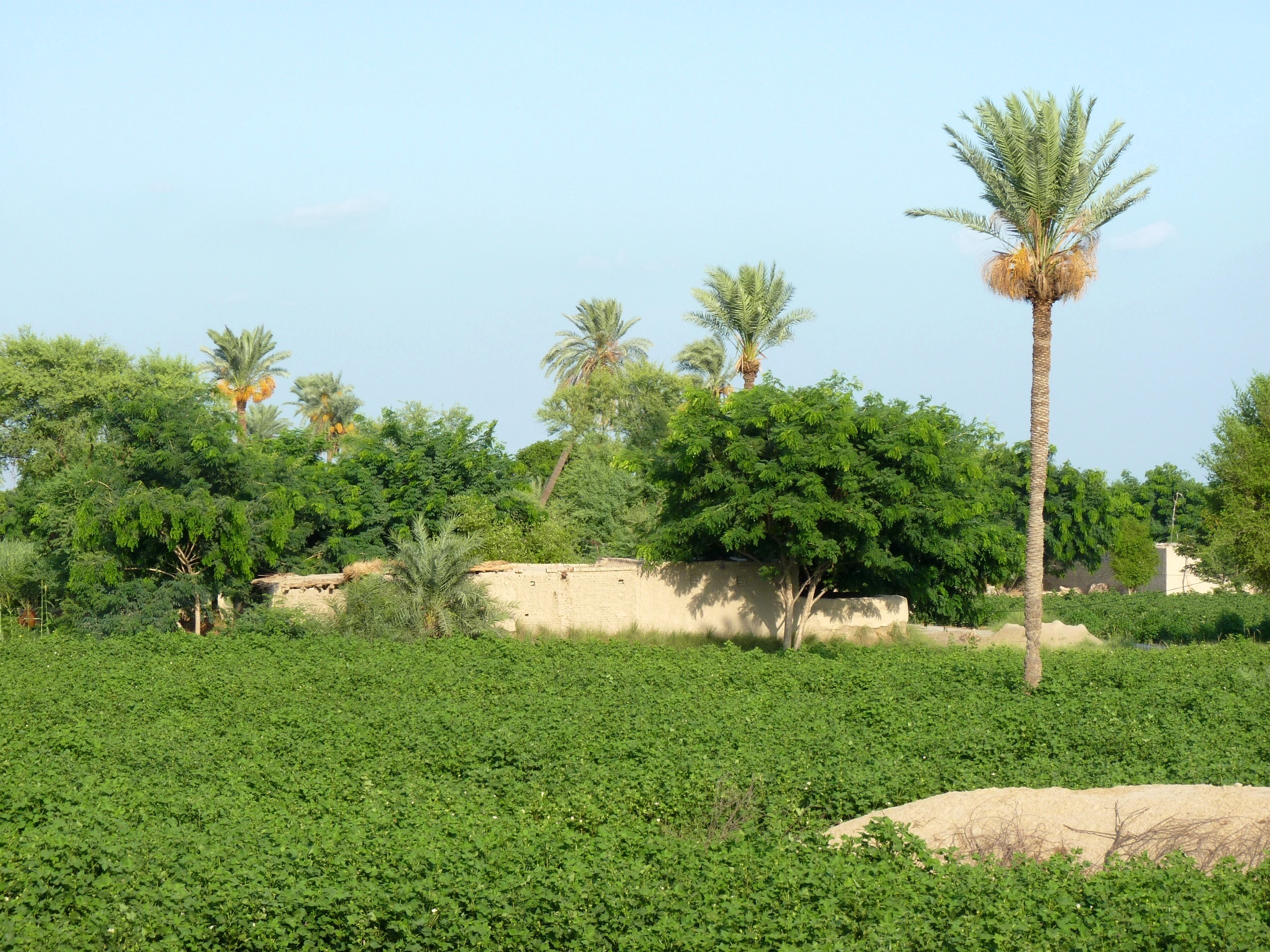
Plantation de coton près de Ghazi Ghat, à l'ouest de Muzaffargarh.

La population principalement rurale du district vit principalement de l'agriculture. Y sont notamment cultivés du blé, de la canne à sucre, du coton, du riz, des mangues, des dattes, du citron, des oignons, etc. On trouve également une petite industrie, principalement liée à l'agriculture : des usines de coton, des moulins à farine et à huile notamment.
Toutefois, le district produit aussi du pétrole raffiné grâce à la raffinerie « Pak-Arab » qui s'est installée en 2000. On trouve également une centrale thermique à Muzaffargarh construite entre 1993 à 1995. Elle fonctionne au mazout et produit 1130 MW. En 2014, le Wall Street Journal a reporté que le gouvernement pakistanais avait l'intention d'installer une centrale nucléaire en coopération avec la Chine dans le district de Muzaffargarh.
Le district est relativement bien desservi par le réseau de transport pakistanais. La route nationale N-5 passe par Muzaffargarh entre Multan et Dera Ghazi Khan. La ligne de chemin de fer reliant ses deux dernières villes passe aussi par Muzaffargarh.

## Administration

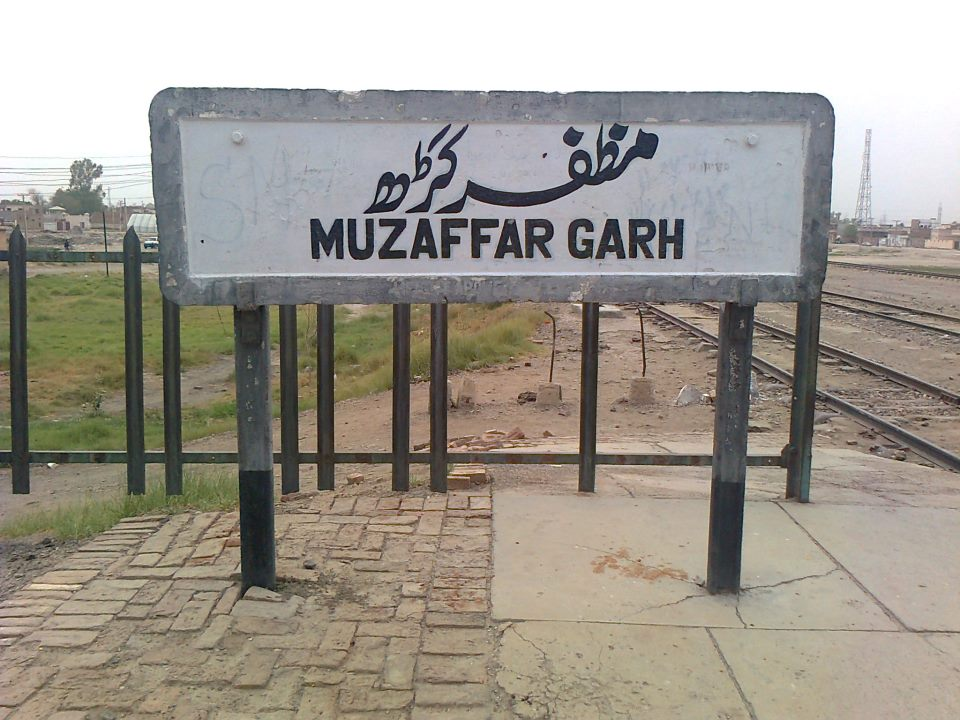
Gare ferroviaire de Muzaffargarh.

Le district est divisé en quatre tehsils (Alipur, Jatoi, Kot Adu et Muzaffargarh) ainsi que 93 Union Councils.
Neuf villes dépassent les 30 000 habitants en 2017. La plus importante est la capitale Muzaffargarh, qui regroupe à elle seule près de 5 % de la population totale du district et 30 % de la population urbaine. Ces neuf villes réunies regroupent quant-à elles plus de 16 % de la population du district et donc l'ensemble de la population urbaine, selon le recensement de 2017.
| Ville           | Population (rec. 2017) |
| --------------- | ---------------------- |
| Muzaffargarh    | 209 604                |
| Kot Adu         | 129 703                |
| Jatoi           | 109 424                |
| Chowk Munda     | 56 087                 |
| Shehr Sultan    | 49 720                 |
| Alipur          | 44 449                 |
| Sanawan         | 35 149                 |
| Daira Din Panah | 32 973                 |
| Khangarh        | 30 390                 |

## Politique

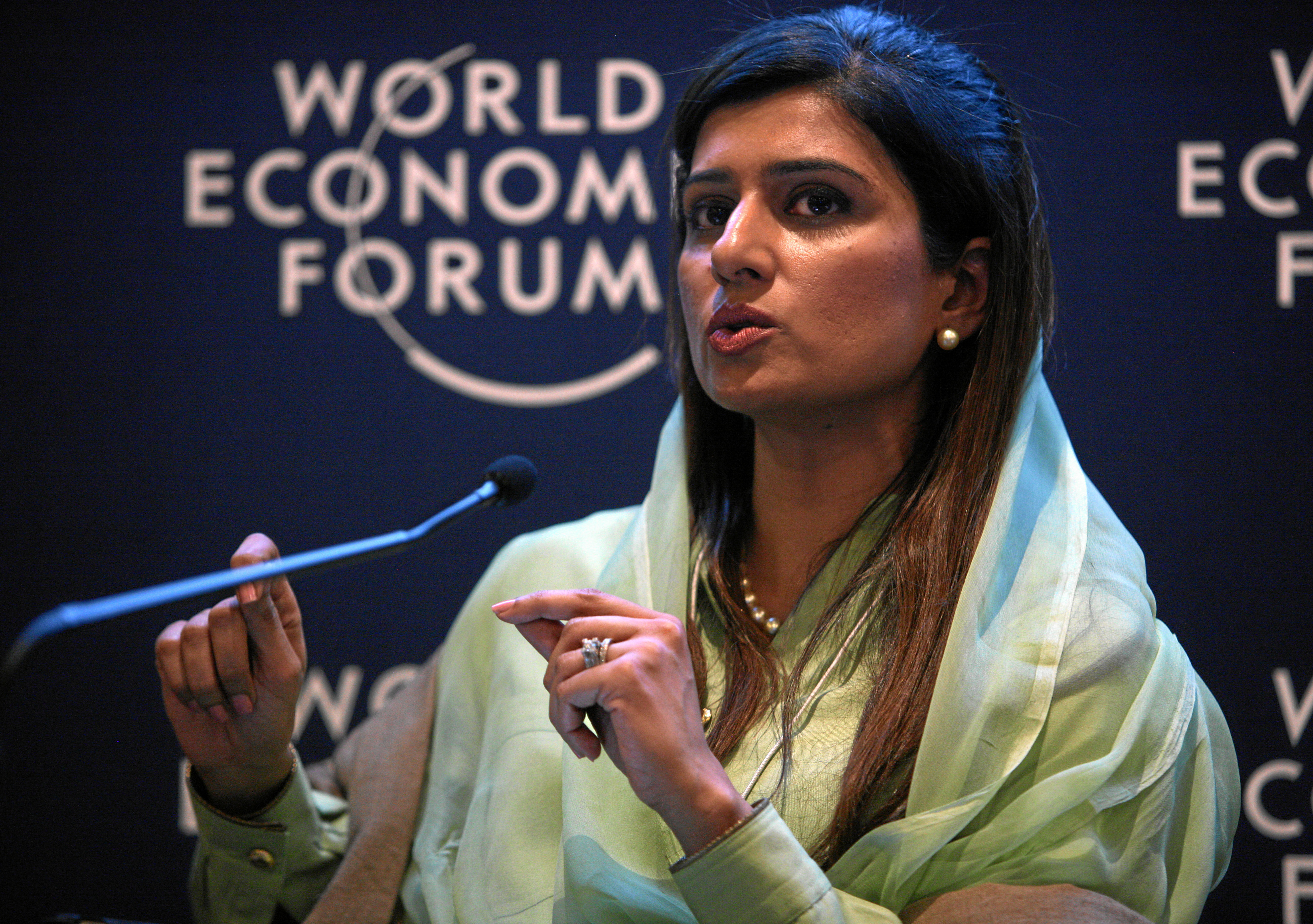
Hina Rabbani Khar a été élue dans le district en 2008.

Entre 2002 et 2018, le district est représenté par les onze circonscriptions no 251 à 261 à l'Assemblée provinciale du Pendjab et par les cinq circonscriptions no 176 à 180 à l'Assemblée nationale. Depuis 2018, il s'agit des six circonscriptions nationales numérotées de 181 à 186 et des douze provinciales de 268 à 279.
Lors des élections législatives de 2008, elles sont remportées par neuf candidats du Parti du peuple pakistanais, dont Hina Rabbani Khar, quatre de la Ligue musulmane du Pakistan (Q), un de la Muttahida Majlis-e-Amal et deux indépendants,, et durant les élections législatives de 2013 elles ont été remportées par sept candidats de la Ligue musulmane du Pakistan (N) et huit indépendants,.
Avec les élections législatives de 2018, le Mouvement du Pakistan pour la justice arrive en tête et remporte sept circonscriptions, alors que Parti du peuple pakistanais réalise un assez bon retour avec trois sièges nationaux.
| Parti                                        | Voix (national) | %       | Élus nationaux | Élus provinciaux |
| -------------------------------------------- | --------------- | ------- | -------------- | ---------------- |
| Mouvement du Pakistan pour la justice        | 291 191         | 24,50 % | 1              | 6                |
| Parti du peuple pakistanais                  | 236 243         | 19,88 % | 3              | 0                |
| Pakistan Awami Raj                           | 100 327         | 8,44 %  | 0              | 1                |
| Ligue musulmane du Pakistan (N)              | 75 811          | 6,38 %  | 0              | 2                |
| Tehreek-e-Labbaik Pakistan                   | 71 282          | 6,00 %  | 0              | 0                |
| Autres partis                                | 7 349           | 0,62 %  | 0              | 0                |
| Indépendants                                 | 406 152         | 34,18 % | 2              | 3                |
| Total exprimés (participation : 60,52 %)     | 1 188 355       | 100 %   | 6              | 12               |
| Source : Commission électorale du Pakistan,. |                 |         |                |                  |